# Diocesi di Gravelbourg
La diocesi di Gravelbourg (in latino: Dioecesis Gravelburgensis) è una sede soppressa e sede titolare della Chiesa cattolica.

## Territorio
La diocesi comprendeva la parte sud-occidentale della provincia canadese dello Saskatchewan, al confine con gli Stati Uniti d'America e la provincia dell'Alberta.
Sede episcopale era la città di Gravelbourg, dove fungeva da cattedrale la chiesa di Nostra Signora Assunta.
Il territorio si estendeva su 58.398 km² ed era suddiviso, nel 1990, in 30 parrocchie.

## Storia
La diocesi di Gravelbourg, nel Saskatchewan, fu eretta il 31 gennaio 1930 con la bolla Universa christifidelium di papa Pio XI, ricavandone il territorio dall'arcidiocesi di Regina, di cui fu resa suffraganea.
La primitiva cattedrale di Santa Filomena fu ridedicata nel 1965 a Nostra Signora Assunta in Cielo.
La diocesi era composta per la maggior parte da fedeli francofoni.
La diocesi fu soppressa il 14 settembre 1998 ed il suo territorio fu diviso fra l'arcidiocesi di Regina e la diocesi di Saskatoon; la cattedrale divenne concattedrale dell'arcidiocesi di Regina.
Dal 1998 la diocesi è annoverata tra le sedi vescovili titolari della Chiesa cattolica; dal 14 novembre 1998 il vescovo titolare è Noël Delaquis, già vescovo residenziale di Gravelbourg.

## Cronotassi

### Vescovi
- Jean-Marie-Rodrigue Villeneuve, O.M.I. † (16 giugno 1930 - 11 dicembre 1931 nominato arcivescovo di Québec)
- Louis-Joseph-Arthur Melanson † (25 novembre 1932 - 16 dicembre 1936 nominato arcivescovo di Moncton)
- Joseph-Wilfrid Guy, O.M.I. † (2 giugno 1937 - 7 novembre 1942 ritirato[1])
- Marie-Joseph Lemieux, O.P. † (7 aprile 1944 - 29 giugno 1953 nominato arcivescovo di Ottawa)
- Aimé Décosse † (3 novembre 1953 - 12 maggio 1973 dimesso)
- Noël Delaquis (3 dicembre 1973 - 10 aprile 1995 dimesso)
- Raymond Olir Roussin, S.M. † (10 aprile 1995 - 14 settembre 1998 nominato vescovo coadiutore di Victoria)

### Vescovi titolari
- Noël Delaquis,[2] dal 14 novembre 1998

## Statistiche
| anno | popolazione | popolazione | popolazione | presbiteri | presbiteri | presbiteri | presbiteri                | diaconi | religiosi | religiosi | parrocchie |
| anno | battezzati  | totale      | %           | numero     | secolari   | regolari   | battezzati per presbitero | diaconi | uomini    | donne     | parrocchie |
| ---- | ----------- | ----------- | ----------- | ---------- | ---------- | ---------- | ------------------------- | ------- | --------- | --------- | ---------- |
| 1950 | 17.746      | 88.860      | 20,0        | 63         | 28         | 35         | 281                       |         | 18        | 237       | 35         |
| 1966 | 20.050      | 82.638      | 24,3        | 65         | 41         | 24         | 308                       |         | 24        | 219       | 31         |
| 1968 | 19.187      | 83.996      | 22,8        | 48         | 29         | 19         | 399                       |         | 22        | 187       | 31         |
| 1976 | 15.096      | 57.522      | 26,2        | 42         | 27         | 15         | 359                       |         | 24        | 125       | 38         |
| 1980 | 14.508      | 58.772      | 24,7        | 31         | 24         | 7          | 468                       |         | 10        | 110       | 36         |
| 1990 | 12.556      | 65.300      | 19,2        | 25         | 22         | 3          | 502                       |         | 3         | 69        | 30         |